# 雷州得羅介
雷州得羅介（学名：Dolerocypria leizhouensis）为海星介科得羅介屬下的一个种。